# Партія рівності жінок
Партія рівності жінок (англ. Women's Equality Party) — феміністична політична партія, створена у Великій Британії у 2015 році. Ідею задумали Кетрін Маєр і Санді Токсвіг на фестивалі «Жінки світу», коли вони дійшли висновку, що існує потреба партії, що буде проводити кампанію за гендерну рівність на благо усіх. Запуск партії відбувся 28 березня 2015 року під назвою «Жіноча партія рівності потребує вас. Але, напевно, не стільки, скільки Вам потрібна Партія жіночої рівності». Повну політику партії розпочала її тодішній лідер Софі Вокер в Конвей-голл 20 жовтня 2015 року.

## Історія
2 березня 2015 року авторка і журналістка Кетрін Маєр взяла участь у заходах «Жінки в політиці» на фестивалі «Жінки світу» (у «Саутбанк-центр» у центрі Лондона). Панель очолювала Джуд Келлі (художній директор «Саутбанк-центру»), виступали Кеті Гос (виконавчий директор Electoral Reform Society), Марго Джеймс (консерватори), Стелла Крізі (лейбористи) і Джо Свінсон (ліберальні демократи). Помітивши, що експерти колегіально погоджуються одна з одною щодо майже кожного питання, Маєр піднялась і сказала: «А що, якщо я засную Партію жіночої рівності; скажу вам, що після цього я йду в бар, а кого цікавить це обговорення, прийдіть і зустріньтеся зі мною».
8 березня 2015 року (Міжнародний жіночий день) на цьому ж фестивалі комік Сенді Токсвіг презентувала подію під назвою «Контроль наскрізності Сенді Токсвіг: Встаньте, щоб вас врахували». В інтерв'ю з Дженні Мюррей у передачі «Жіноча година» на BBC Radio 4, Токсвіг сказала: «У мене був фантастичний кабінет жінок, і мене не хвилювало, з якої партії вони прийшли, у нас була Дорін Лоуренс, як наш міністр внутрішніх справ. Ви можете собі уявити щось більш дивне? У нас була паралімпійка Танні Грей-Томпсон як міністр спорту, і я попросила їх висунути практичні пропозиції. Світ знаходиться у важкому стані, 9,1 мільйона жінок не змогли проголосувати на останніх виборах, нам потрібно їх залучити, нам також потрібно залучити більше 7 мільйонів чоловіків, які не голосували. Чому люди не займаються політикою; тому що я не думаю, що люди, що стоять, представляють різноманітність цієї країни». Маєр подзвонила Токсвіг, і вони домовилися стати співзасновницями партії.
Перша зустріч ще неназваної партії відбулася 28 березня 2015 року. Серед доповідачів: Сюзанна Мур, яка раніше виступала за парламент як незалежний кандидат; Софі Вокер, яка говорила про кар'єру, батьківство і забезпечення обох батьків можливостями в обох сферах; Галла Гуннарсдоттір, яка описала партію рівності жінок в Ісландії; і Ганна МакҐрат, які ставила практичні питання щодо започаткування партії. Про зустріч повідомила передача «Жіноча година» та преса, включаючи журнал Glamour та London Evening Standard.
Друга зустріч відбулася 18 квітня в Конвей-голлі, на ній були присутні Санді Токвіг, Манді Коллеран, Німко Алі, Шабнам Шабазі та Стелла Даффі.
30 квітня, Токсвіг оголосила, що залишає свою посаду на передачі Radio 4 The News Quiz, щоб допомогти створити нову політичну партію, яка тепер отримала назву Партія рівності жінок. Виступаючи на фестивалі Hay Festival в травні, Токсвіг повідомила, що після того, як вона оголосила про перехід на One Show The BBC One, вона піддалася значній кількості переслідувань в Інтернеті.
Партія рівності жінок була зареєстрована у виборчій комісії 20 липня 2015 року. 22 липня оголошено, що журналістка Reuters Софі Вокер — перший лідер партії.

### Конкурс лідерства 2018
У грудні 2017 року партія оголосила свій перший конкурс керівництва. Номінації були відкриті 5 січня 2018 року та закриті 24 січня 2018 року. Було висунуто двох кандидатів: тимчасового лідера Софі Вокер і Магду Девас, яка раніше виступали від Зеленої партії в палаті Стретем-Веллс, у виборах Ради Лондонського району Ламбет, 2010 та 2014 років. Голосування почалося 14 лютого 2018 року і закінчилося 6 березня 2018 року, перемогу Вокер оголошено 8 березня 2018 року.
| Кандидат    | Голосів | %     | Джерела |
| ----------- | ------- | ----- | ------- |
| Магда Девас | 550     | 9,90  | [ 21 ]  |
| Софі Вокер  | 5 002   | 90,10 | [ 21 ]  |

Вокер мала відбути п'ятирічний термін до 2023 року, але відмовилась від ролі лідера у січні 2019 року.

## Політичні цілі
Місія партії починається зі слів: «Рівність для жінок не є жіночим питанням. Коли жінки реалізують свій потенціал, всі користуються. Рівність означає кращу політику, більш енергійну економіку, робочу силу, яка спирається на таланти всього населення і суспільство, задоволене собою».
 Описуючи шість цілей партії, Маєр сказала: «Це дуже вузька палітра, ми не прагнемо бути стороною, яка може відповісти на питання про те, що потрібно робити в Україні, або намагаючись мати платформу на навколишнє середовище або що-небудь ще, ми зосереджуємося лише на цьому порядку денному рівності». Лідер партії Вокер погоджується: «У нас не буде політики щодо інших питань. Ми збираємося зосередитися, як лазер, на всьому вищезазначеному, щоб досягти цих цілей. І ми будемо вітати людину з будь-якої іншої політичної партії, яка погоджується з нашими цінностями різноманітності та інклюзивності, щоб працювати з нами». Проте Вокер пообіцяла, що партія розробляє визначення слова «жінка», а також більш докладну політику партії, після консультацій з членами партії.
Раннє свідчення того, чого слід очікувати, включало заклик Вокер до системи гендерних квот для відбору депутатів на наступних двох виборах, щоб до 2025 року в Палаті громад можна було досягти рівного представництва. Вокер також вимагала шість тижнів оплачуваної відпустки, при 90 % оплати, для обох батьків після народження дитини, а також додаткові 10 місяців спільної відпустки при обов'язковій платі. Пишучи для «Дейлі міррор», Токсвіг заявила, що партія також пропонує скоротити витрати промислового трибуналу з понад 1000 фунтів стерлінгів до «50 фунтів стерлінгів для тих, хто може це дозволити», щоб «надати всім жінкам можливість говорити про сексизм на роботі».
Партія розпочала свій повний набір політиків 20 жовтня 2015 року в Конвей-голл.

### Перша партійна конференція
Інавгураційна конференція Партії рівності жінок відбулася в Манчестері 25-27 листопада 2016, з вступними промовами засновниць Кетрін Маєр і Сенді Токшвіг в перший день, і промовою лідера Софі Вокер на другий день.
У ході конференції були подані наступні пропозиції: пропозиція розширити визначення Великої Британії щодо злочинів на ґрунті ненависті, щоб вони включали мізогінію; пропозиція посилити законодавство для доглядальників, які потребують гнучкої роботи; і пропозиція повністю декриміналізувати аборти в усій Великій Британії (чинний закон про аборти виключає Північну Ірландію).

#### Додаткова мета партії
Сьома мета партії була додана до наявних шести на першій конференції партії. 

### Друга конференція партії
Друга конференція партії відбулася у Кеттерінгу у вересні 2018 року. Серед тенденцій, було підтримати кампанію People's Vote, що закликає до суспільного голосування щодо остаточної угоди брекзиту між Сполученим Королівством та Європейським Союзом.

## Назва партії
Назва партії «обговорювалася й дискутувалася на двох публічних зустрічах». Коли Токсвіг запитали, чому партію називають Партією рівності жінок, а не просто Партією рівності, вона відповіла: «Тому що є величезна проблема, жінки однозначно не рівні. … Пора жінкам, нарешті, після всіх цих років, скільки це, майже сто років, як ми нарешті отримали право голосу, настав час, щоб ми зробили крок вперед і зайняли рівне місце в суспільстві». Вона також висловила девіз партії: «Рівність краща для всіх». Маєр також заявила: «Я дуже задоволена назвою: всі гендери приєднуються до нас, і я сподіваюся, що вони продовжуватимуть. Більше половини населення живе в нерівності, і це дійсно не добре для всіх, економічно чи культурно».

## Вибори

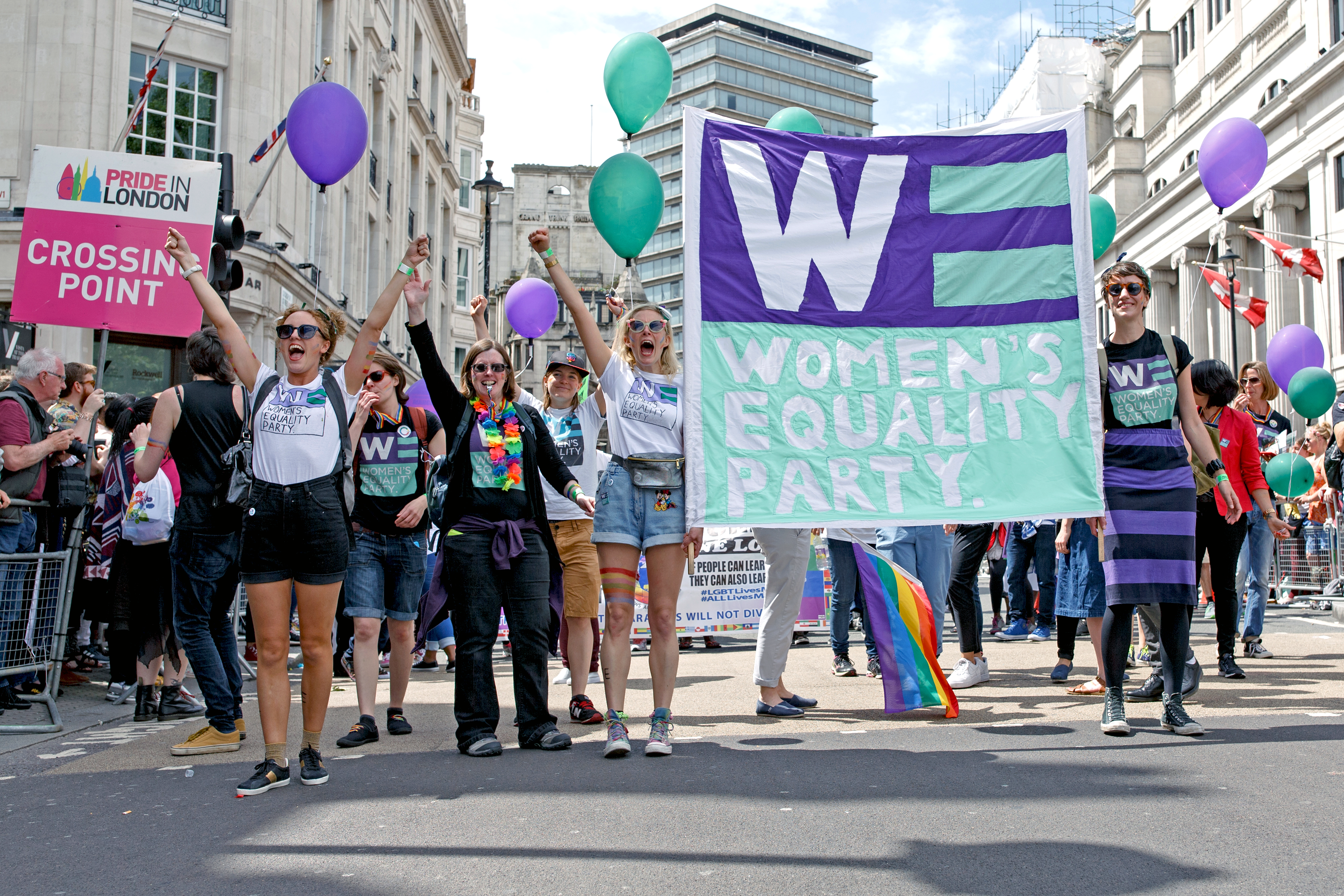
Члени Партії рівності жінок на Трафальгарській площі під час параду в Лондоні 2016 року.

### 2015
Партія не висунула жодних кандидатів на загальних виборах у Великій Британії 2015 року, але планувала це зробити на наступних виборах у 2020 році. Вокер розповіла програмі BBC Radio Wales Sunday Supplement, що партія буде вести безпартійний підхід до виборів, заявляючи, що «ми будемо проводити консультації з нашими членами і вирішувати, на які місця націлюватися». Дехто з партії припускали, що існує можливість того, що поточний депутат парламенту може перейти до партії ще до того, як партія вперше візьме участь у виборах: подібно до того, як Партія незалежності Сполученого Королівства отримала своїх перших депутатів. Однак цього не сталося. Спочатку Вокер не спростовувала можливості висунення партією кандидата на виборах мера Лондона в 2016 році: «Ми б хотіли спробувати. Хоча це 20 000 £ депозиту, який не повертається. Якщо ви Зак Голдсміт, це не така велика справа, але якщо жінка звичайного походження хоче говорити за жінок і робити це з посади мера, автоматично вона майже виключається». Однак у жовтні 2015 року партія заявила про свій намір виставити кандидатів на виборах до Лондонської асамблеї 2016 року.

### 2016
Завдяки різним спільнокоштам партія змогла виставити кандидатів на виборах у Лондоні в 2016 році (Вокер на виборах мера плюс кандидати у Лондонську асамблею); Парламентські вибори в Шотландії, регіон Глазго (Енн Бетем, Сьюзен Маккей, Рут Вілкінсон, Калум Шеперд, Пенелопа Гаддріл, Керол Янг) і регіон Лотіан (Лі Чалмерс, Дженніфер Ройстон, Катріона Макдональд і Абігейл Геррман); і вибори до Асамблеї Уельсу в Центральному Південному Уельсі (Шарол Ловелл, Емма Роуз, Сара Ріс і Рут Вільямс).
Прихильниками виборчої пропозиції ПРЖ були: Емма Томпсон, Лілі Аллен, Г'ю Кварші, Таня Муді, Філіппа Перрі, Джек Монро, Джо Бранд, Розі Бойкот< і Кейтлін Моран.
Партія не виграла жодних місць на виборах: Вокер отримала 53 055 голосів (2,04 %) у першому турі голосування за лондонського мера. Найкращим їхнім результатом було шосте місце у виборах Лондонської Асамблеї з 91 772 голосами (3,5 %).
Енн Бетем отримала 2 091 голос (0,8 %) у Глазго, а Лі Чалмерс отримала 3 877 голосів (1,2 %) у Лотіані. В цілому це дало ПРЖ 5 968 голосів, 0,3 % голосів шотландців.
Шерон Ловелл, Емма Роуз, Сара Ріс і Рут Вільямс отримали 2 807 голосів, 1,2 % від загального числа голосів у Центральному Уельс.
Загальна кількість голосів, поданих за партію в Шотландії, Уельсі та Лондоні, становила 350 тисяч.

### 2017
Табіта Мортон з Нетертона взяла участь у виборах мера міста Ліверпуль. Вона посіла сьоме місце, отримавши 4 287 голосів у першому турі (1,5 %).
На загальних виборах 2017 року партія мала 7 кандидатів. Ніхто не був обраний і всі втратили свої депозити. Їхнім найкращим результатом стало четверте місце Софі Вокер, яка обиралася Шіплі проти чинного депутата від консерваторів Філіпа Девіса, що відкидає політичну коректність і виступає захисником прав чоловіків. Повний список кандидатів наведено нижче:
| Виборчий округ      | Кандидат       | Голосів | %   | Джерела |
| ------------------- | -------------- | ------- | --- | ------- |
| Горнсі та Вуд-Грін  | Німко Алі      | 551     | 0,9 | [ 69 ]  |
| Манчестер Візінгтон | Саллі Карр     | 234     | 0,4 | [ 70 ]  |
| Шиплі               | Софі Вокер     | 1 040   | 1,9 | [ 71 ]  |
| Стірлінг            | Кірштейн Румер | 337     | 0,7 | [ 72 ]  |
| Тунбрідж Уеллс      | Селін Томас    | 702     | 1,3 | [ 73 ]  |
| Долина Гламорган    | Шерон Ловелл   | 177     | 0,3 | [ 74 ]  |
| Воксголл            | Харіні Аєнгар  | 539     | 1,0 | [ 75 ]  |

### 2018
Партія висунула кандидатів на більш ніж 30 виборах на місцевих виборах у Великій Британії 2018 року. Ніхто не був обраний.
Менді Рейд виступала кандидатом від ПРЖ на дострокових виборах у Левішам-Іст, вона була п'ятою з 14 кандидатів, й отримала 506 голосів (2,3 %).

## Членство та місцеві організації
Як повідомляється, 1300 осіб приєдналися до партії в день відкриття членства, яке коштує 4 фунта на місяць. У перший фінансовий рік, партія зібрала 512 219 £ членських внесків. Станом на 13 жовтня 2015 було створено 65 місцевих та регіональних груп Партії рівності жінок і в липні 2016 року партія повідомила, що має 65 000 членів. WEP назвали «найшвидше зростаючою політичною силою у Великій Британії» в статті Daily Telegraph про партійну кампанію перед виборами мера Лондона у травні 2016 року. Членство партії, за повідомленнями, зросло з 25 000 до 55 000 у місяць після референдуму про членство в Європейському Союзі.

## Збір коштів та пожертвування
Перший збір коштів партії, на якому були присутні 400 осіб, у тому числі бізнесменка Марта Лейн Фокс, відбувся в Conway Hall 9 червня 2015 року. У вересні того ж року Токсвіг оголосила про дати свого комедійного туру, щоб зібрати кошти для партії. У перший рік партії (що закінчився 31 грудня 2015 року) 512 219 £ було отримано за рахунок членських внесків, 38 528 фунтів стерлінгів — через заходи зі збору коштів і 79 212 фунтів стерлінгів за рахунок пожертвувань.
Художник Дем'єн Герст для аукціону створив твір під назвою «Spin Drawing for Women's Equality» (2015). Картина містила кольори партії і зібрала £ 20 000, коли була продана з аукціону в квітні 2016 року. Художники Джейк і Дінос Чапмен також розпочали підпільну, партизанську кампанію, наклеюючи слова «Партія рівності жінок» на монети номіналом 2 пенси, а потім повертали їх в обіг. (Подібно до того, як суфражистки псували обличчя на пенні.)
У другий рік партії (що закінчився 31 грудня 2016 року) 447 946 фунтів стерлінгів було зібрано за рахунок членських внесків, 35 918 фунтів стерлінгів через заходи зі збору коштів та 261 394 фунтів стерлінгів за рахунок пожертвувань.

## Критика
За рік до створення партії, Сюзанна Мур висловила у The Guardian думку, що варто створити феміністичну партію, сказавши, що «фальшива доктрина суворої економії означала, що жінки, зокрема матері-одиночки, і працівники державного сектора в цілому, були на передовій цієї війни. Вони були демонізовані і піддані штрафним обмеженням.» Написавши в The Telegraph, Кейт Мальтбі відповіла: «Мій фемінізм безпосередньо пов'язаний з прагненням до меритократії та індивідуального розквіту … якщо її велика нова феміністична партія Мур розпочнеться шляхом націоналізації приватної власності, я навряд чи збираюся приєднуватися».
Британське видання GQ також звинувачувало партію у «відчуженні 50 відсотків електорату», додавши, що «хоча WEP може прагнути залучити як жінок-виборців Торі, так і лейбористок, але це не скасовує прихованого припущення, що партія — яка має на меті „різноманітне“ членство — все ще спрямована майже виключно на жінок». Партію також критикували «за те, що в основному складається з білих, багатих жінок середнього класу».
Партія також була звинувачена в тому, що вона «одночасно занадто амбіційна і недостатньо амбіційна», що для того, щоб рухати вирішення питань, вона повинна зосередитися лише на якомусь одному, наприклад, на квотах у залі засідань.

## Показники на вибора

### Вестмінстерські вибори
| Рік | Рік  | Кандидати | Всього голосів | % від загальної кількості голосів | Зміна | Середня кількість голосів | Середній % голосів | Збережені депозити | Кількість депутатів | Зміна |
| --- | ---- | --------- | -------------- | --------------------------------- | ----- | ------------------------- | ------------------ | ------------------ | ------------------- | ----- |
|     | 2017 | 7         | 3 580          | 0,0 %                             | н     | 511                       | 0,9 %              | 0                  | 0                   | ▬     |

| Дата | Дата | Популярне голосування | % від голосу | Зміна | Місце | Примітки |
| ---- | ---- | --------------------- | ------------ | ----- | ----- | -------- |
|      | 2016 | 53 055                | 2,0 %        | н     | 6-е   |          |

| Дата | Дата | Регіональне голосування | % від голосу | Зміна | AMs | Зміна |
| ---- | ---- | ----------------------- | ------------ | ----- | --- | ----- |
|      | 2016 | 91 772                  | 3,5 %        | н     | 0   | ▬     |

### Національні збори для Уельсу
| Дата | Дата | Регіональне голосування | % від голосу | Зміна | AMs | Зміна |
| ---- | ---- | ----------------------- | ------------ | ----- | --- | ----- |
|      | 2016 | 2 807                   | 0,3 %        | н     | 0   | ▬     |

### Вибори парламенту Шотландії
| Дата | Дата | Регіональне голосування | % від голосу | Зміна | MSP | Зміна |
| ---- | ---- | ----------------------- | ------------ | ----- | --- | ----- |
|      | 2016 | 5 968                   | 0,3 %        | н     | 0   | ▬     |

## Подальше читання
- Cohen, Nick (27 вересня 2015). Why the Women’s Equality party is long overdue. The Guardian. Guardian Media Group.
- Beaty, Zoe (23 березня 2016). Hope: How to build a feminist political party [Online title: Just who are the Women’s Equality Party and what do they stand for?]. Stylist[en]. № 310. Shortlist Media. с. 26—27, 29—30.